# Himno de Tosagua
El himno a Tosagua consta de 4 estrofas y un coro, de las cuales se canta la primera y cuarta estrofa acompañadas por el coro. Su letra fue creada por Adrián Palomeque Castro y su música fue compuesta por Dacho Pablo. Fue oficialmente adoptado en 1984.

## Oficialización
Luego de un detenido estudio finalmente se declara Himno de Tosagua a la letra de Adrián Palomeque Castro.